# Weston (Missouri)
Weston è un comune degli Stati Uniti d'America, situato nello Stato del Missouri, nella contea di Platte.